# Zach Norvell Jr.
Zachary "Zach" Norvell Jr. (Chicago, Illinois; 9 de diciembre de 1997) es un jugador de baloncesto estadounidense que pertenece a la plantilla de los Santa Cruz Warriors de la G League. Con 1,96 metros de estatura, ocupa la posición de escolta. 

## Trayectoria deportiva

### Universidad
Jugó dos temporadas con los Bulldogs de la Universidad Gonzaga, en las que promedió 13,8 puntos, 4,1 rebotes, 2,7 asistencias y 1,3 robos de balón por partido. En su primera temporada fue elegido debutante del año e incluido en el mejor quinteto de novatos de la West Coast Conference, mientras que en 2019 fue incluido en el mejor quinteto de la conferencia.

#### Estadísticas
| Año     | Equipo  | PJ | PT | MPP  | %TC  | %3P  | %TL  | RPP | APP | ROB | TPP | PPP  |
| ------- | ------- | -- | -- | ---- | ---- | ---- | ---- | --- | --- | --- | --- | ---- |
| 2017–18 | Gonzaga | 37 | 29 | 27.0 | .456 | .370 | .800 | 3.9 | 2.3 | 1.1 | .1  | 12.7 |
| 2018–19 | Gonzaga | 37 | 36 | 30.7 | .435 | .372 | .867 | 4.3 | 3.1 | 1.3 | .1  | 14.9 |
| Total   | Total   | 74 | 65 | 28.8 | .445 | .371 | .836 | 4.1 | 2.7 | 1.2 | .1  | 13.8 |

### Profesional
Tras no ser elegido en el Draft de la NBA de 2019, el 1 de julio firmó contrato dual con Los Angeles Lakers. El 11 de diciembre fue despedido, después de disputar dos encuentros, sin llegar a anotar.
El 8 de febrero de 2020, Norvell firmó un contrato por diez días con Golden State Warriors. Jugó 3 partidos con los Warriors, y fue enviado al filial de la G League los Santa Cruz Warriors, los cuales le traspasarían el 21 de febrero de nuevo a los South Bay Lakers.
El 26 de noviembre de 2020 firma un contrato de un año con los Chicago Bulls, pero fue cortado tras la pretemporada. En enero de 2021 regresó a los Santa Cruz Warriors.

## Estadísticas de su carrera en la NBA

### Temporada regular
| Año     | Equipo       | PJ | PT | MPP  | %TC  | %3P  | %TL   | RPP | APP | ROB | TPP | PPP |
| ------- | ------------ | -- | -- | ---- | ---- | ---- | ----- | --- | --- | --- | --- | --- |
| 2019-20 | L.A. Lakers  | 2  | 0  | 2.5  | .000 | .000 | .000  | .5  | .0  | .0  | .0  | 0.0 |
| 2019-20 | Golden State | 3  | 0  | 12.0 | .273 | .375 | 1.000 | 1.7 | 1.0 | .7  | .0  | 3.3 |
| Total   | Total        | 5  | 0  | 8.2  | .250 | .375 | 1.000 | 1.2 | .6  | .4  | .0  | 2.0 |